# Leon Eugene Stover
Leon Eugene Stover (Lewistown, Pennsylvania, 1929. április 9. – Chicago, Illinois, 2006. november 25.) amerikai antropológus, sinológus, tudományos-fantasztikus elméleti író.

## Élete
Amerikai-német származású volt, családja rokonságban állt az Eisenhower-családdal. Egyetemi tanulmányait a Western Maryland College-ben végezte, 1952-ben szerzett diplomát. Felesége Patricia Ruth McLaren volt, akivel a Maryland College-ben találkozott. Egy lányuk született, az író Laren Stover. Doktori fokozatot a Columbia Egyetemen szerzett, disszertációja címe: "Face" and verbal analogues of interaction in Chinese culture: a theory of formalized social behavior based upon participant-observation of an upper-class Chinese household, together with a biographical study of the primary informant.. Második felesége Takeko Kawai Stover volt, akivel az egyetemen ismerkedett meg, s aki sok könyvében közreműködött.
1955 és 1957 közt a New York-i Amerikai Természettudományi Múzeumban dolgozott, 1957 és 1963 közt a genevai Hobart and William Smith Colleges professzora, 1963 és 1965 közt a Tokió Egyetem docense volt. Ezután meghívták az antropológia professzora lett az illinoisi Technikai Intézetben ahol 1965 és 1995 közt tanított. 1995-ben emeritus professzor lett. Elkészítette Robert A. Heinlein életrajzát, ám munkája mindmáig kiadatlan. Az ő munkássága nyomán fedezte fel Robert James Heinlein-kutató a For Us, The Living: A Comedy of Customs, addig elveszettnek hitt Heinlein regényt(első megjelenés: 2003). H. G. Wells munkásságának kutatója, Harry Harrison több munkájának közreműködője volt. Cukorbetegség szövődményei következtében hunyt el.

## Válogatott munkái
- Above The Human Landscape. An Anthology Of Social Science Fiction (1972)
- La Science-Fiction Américaine: Essai d'Anthropologie Culturelle (1972)
  - Az antropológia és a tudományos-fantasztikus irodalom; fordította: Vámosi Pál, 1975 (a Galaktika  15. számában)
- The Cultural Ecology of Chinese Civilization: Peasants and Elites in the Last of the Agrarian States (1974)
- China: An Anthropological Perspective (1976)
- Stonehenge: The Indo-European Heritage (1978)
  - Harry Harrison–Leon Stover: Stonehenge; fordította: Sipka János; Excalibur, Szeged, 1998
- Robert A. Heinlein (1987)
- The Prophetic Soul: A Reading of H.G. Wells's Things to Come, Together with His Film Treatment, Whither mankind? and the Postproduction Script (1987)
- Harry Harrison (1990)
- Science Fiction from Wells to Heinlein (2002)
- Stonehenge City: A Reconstruction (2003)
- Imperial China and the State Cult of Confucius (2005)

## Fordítás
- Ez a szócikk részben vagy egészben  a   Leon Stover című angol Wikipédia-szócikk ezen változatának fordításán alapul.  Az eredeti cikk szerkesztőit annak laptörténete sorolja fel. Ez a jelzés csupán a megfogalmazás eredetét és a szerzői jogokat jelzi, nem szolgál a cikkben szereplő információk forrásmegjelöléseként.